# 닉 루
닉 루(Nick Roux, 1990년 12월 13일 ~ )는 미국의 배우이다. 《제인 바이 디자인》에서 빌리 역으로 잘 알려져 있다.

## 출연 작품
- 더 리유니온 (2017)
- 자칼 (2017)
- 섹스코치 (2014)
- 제인 바이 디자인 (2012)
- 레모네이드 마우스 (2011)